# Estat Lliure d'Oldenburg
L'Estat Lliure d'Oldenburg (en alemany: Freistaat Oldenburg) va ser un estat membre de la República de Weimar. Fou establert el 1918 arran de l'abdicació del Gran Duc Frederic August II amb Revolució Alemanya.
A partir de l'1 d'abril de 1937, els seus dos exclavaments de Birkenfeld i Lübeck van ser canviats amb Prússia per la Llei del Gran Hamburg. L'àrea de Birkenfeld va ser incorporada a la província de Rin, i el districte de Lübeck, com a "districte d'Eutin" a la província de Slesvig-Holstein (avui una part del districte d'Ostholstein). Al mateix temps Oldenburg va rebre de Prússia la ciutat de Wilhelmshaven que pertanyia anteriorment a la província de Hannover.
Tanmateix, tots aquests canvis eren una simple formalitat, ja que el 1934 es varen abolir de facto els estats federats que componien Alemanya. Com a conseqüència d'aquests canvis endegats amb el nazisme al començament de la II Guerra Mundial el 1939, L'Estat Lliure d'Oldenburg ocupava una àrea de 5.375 km². La seva població era de 580.000 habitants.
Després de la guerra, Oldenburg va ser fusionat al nou Estat creat pels aliats de la Baixa Saxònia com a regió administrativa (Verwaltungsbezirk) d'Oldenburg. Tots dos territoris es van convertir en part de la República Federal d'Alemanya el 1949. Els dos enclavaments esmentats van ser incorporats als estats de Slesvig-Holstein i Renània-Palatinat, respectivament.

## Govern
El parlament estatal constava d'un landtag amb un nombre fluctuant de membres però no superior a 48, elegits per un mandat de tres anys per sufragi universal. L'administració de l'estat, encapçalada per un ministre-president, era responsable davant el landtag i podia ser destituïda per un vot de censura. Durant la major part del període de Weimar, a causa de l'estancament polític a la terra, amb ni els partits de l'esquerra ni de la dreta capaços de formar una coalició parlamentària estable, els governs estatals normalment estaven encapçalats per tecnòcrates no partidistes.
De 1925 a 1927, seguint l'exemple de Baviera, Oldenburg va ser un dels molts estats alemanys que van prohibir la participació d'Adolf Hitler en reunions públiques. No obstant això, a les eleccions landtag de maig de 1932, el Partit Nazi es va convertir en el partit més gran amb el 48% dels vots i va capturar la majoria dels escons landtag, per primera vegada a qualsevol estat alemany. Quan el Partit Nazi Gauleiter de Gau Weser-Ems, Carl Röver, es va convertir en ministre-president el 16 de juny de 1932, Oldenburg es va convertir en un dels cinc estats que van instal·lar un govern dirigit pels nazis abans que els nazis arribessin al poder nacional.
Després de la presa del poder a nivell nacional, el govern nazi va promulgar la "Segona Llei de Coordinació dels Estats amb el Reich" que establia un control més directe sobre els estats mitjançant la nova posició poderosa del Reichsstatthalter (Gobernador del Reich). Röver va ser instal·lat en aquest càrrec tant a Oldenburg com a Bremen el 5 de maig de 1933 i va ser succeït com a ministre-president per Georg Joel. Quan Röver va morir el 15 de maig de 1942, Paul Wegener es va convertir en Reichsstatthalter.

### Primers Ministres de la República d'Oldenburg
- 1918-1919 Bernhard Kuhnt (USPD)
- 1919-1923 Theodor Tantzen (DDP)
- 1923-1930 Eugen von Finckh (sense partit)
- 1930-1932 Friedrich Cassebohm
- 1932-1933 Carl Röver (NSDAP)
- 1933-1945 Georg Joel (NSDAP)
- 1945-1946 Theodor Tantzen (FDP)

Fonts: